# Jeff Green
Jeffrey Lynn Green, detto Jeff (Cheverly, 28 agosto 1986), è un cestista statunitense, di ruolo ala, professionista nella NBA, che attualmente milita negli Houston Rockets.

## Carriera

### High school e college

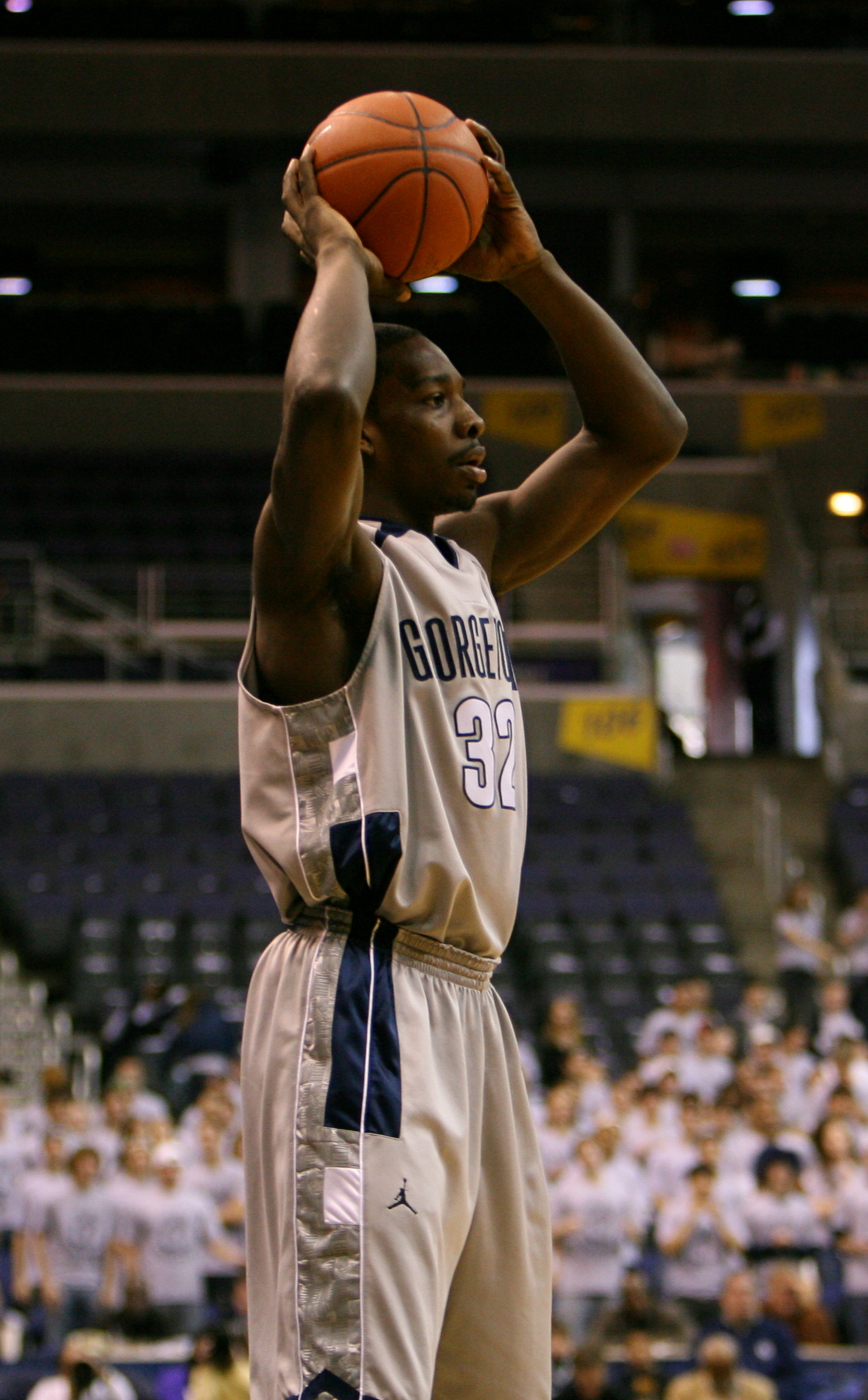
Green a Georgetown

Jeff Green è nato a Cheverly, nel Maryland. Frequentò la Northwestern High School a Hyattsville, nel Maryland, e condusse la squadra di basket della scuola superiore, i NHS Wildcats, alla vittoria del Campionato Statale nel 2004.
Terminata la high school accettò la borsa di studio offertagli dalla Georgetown University e andò così a giocare per la squadra di basket dell'università, allenata da coach Craig Esherick. Green non fece però in tempo ad iniziare l'anno, che l'allenatore che lo aveva reclutato, Esherick, venne licenziato. Al suo posto arrivò John Thompson III.
Sotto la guida del nuovo coach giocò principalmente da ala grande, considerati i suoi 206 cm di altezza, e venne nominato capitano della squadra.
Green ebbe un ruolo fondamentale negli Hoyas, imponendosi come miglior giocatore ed assumendosi le maggiori responsabilità nei momenti decisivi della partita, segnando molti canestri della vittoria, specialmente durante la stagione 2006-07, incluso quello alle Sweet 16 (gli ottavi di finale) del Torneo NCAA contro Vanderbilt.
Vinse nel 2005 il premio di rookie dell'anno della Big East Conference a pari merito con Rudy Gay, della University of Connecticut. Nel 2006 venne inserito nel secondo miglior quintetto della Big East Conference assieme al compagno di squadra e futuro centro NBA Roy Hibbert.
L'anno successivo, nel 2007, Green e Roy Hibbert vennero inseriti all'unanimità nel primo quintetto della Big East Conference.
Sempre nel 2007, dopo i 30 punti messi a segno nelle semifinali del torneo della Big East contro Notre Dame, ed i 21 punti nella Finale contro Pittsburgh, venne nominato miglior giocatore del Torneo e la Georgetown University vinse il primo titolo della Big East Conference dal 1989.
Condusse la squadra fino all'accesso alle Final Four del torneo NCAA del 2007, riuscendo a battere, nei primi due round, Belmont ed il Boston College.
Viene ricordato spesso per il canestro della vittoria a pochi secondi dalla fine contro Vanderbilt, e per la sua forza di trainare alla vittoria la squadra contro la numero 1 in graduatoria del campionato NCAA, la UNC.
La sua carriera universitaria terminò quello stesso anno, in contemporanea con la sconfitta alle Final Four in favore di Ohio State, guidata da Greg Oden. Si dichiarò così eleggibile al Draft NBA 2007.

### NBA (2007-)

#### Seattle SuperSonics / Oklahoma City Thunder (2007-2011)
Venne scelto con la quinta chiamata assoluta al Draft NBA 2007 dai Boston Celtics, che lo mandarono, assieme a Wally Szczerbiak, Delonte West ed una futura seconda scelta al draft, ai Seattle SuperSonics in cambio di Ray Allen e della 35ª scelta del Draft Glen Davis.
Il primo anno nella NBA fu molto positivo: terminò con un media di 10,5 punti, 4,7 rimbalzi e 1,5 assist, partendo titolare in 57 delle 80 partite giocate.
La squadra finì la stagione con un record di 20 vittorie e 62 sconfitte, ma Green venne inserito, insieme al compagno Kevin Durant, nel primo quintetto dei rookie.
Nel suo secondo anno nella National Basketball Association la squadra si trasferì ad Oklahoma City, diventando i Thunder, e Green riuscì a migliorare tutte le sue statistiche, totalizzando 16,5 punti, 6,7 rimbalzi, 2 assist, partendo titolare tutte e 78 le partite giocate.
Terminarono la stagione con 23 vittorie e 59 sconfitte, ma già a metà stagione i risultati negativi portarono al licenziamento dell'allenatore P.J. Carlesimo.
Al Draft NBA 2009 i Thunder scelsero James Harden, e ottennero dagli scambi le guardie Eric Maynor e Thabo Sefolosha, migliorando notevolmente il proprio roster. Green partì titolare in tutte le 82 partite giocate, e mantenne medie di 15,1 punti, 6 rimbalzi e 2 assist.
Per la prima volta da quando è nell'NBA, Green riesce a raggiungere i playoff: mantiene medie di 11,8 punti, 4,7 rimbalzi e 1,7 assist nella serie persa 4 a 2 contro i Los Angeles Lakers di Kobe Bryant.
Il 25 febbraio 2011, l'ultimo giorno disponibile per effettuare gli scambi, Green venne mandato ai Boston Celtics, la squadra che lo scelse al Draft, assieme a Nenad Krstić ed una scelta del Draft NBA 2012 in cambio di Kendrick Perkins e Nate Robinson.

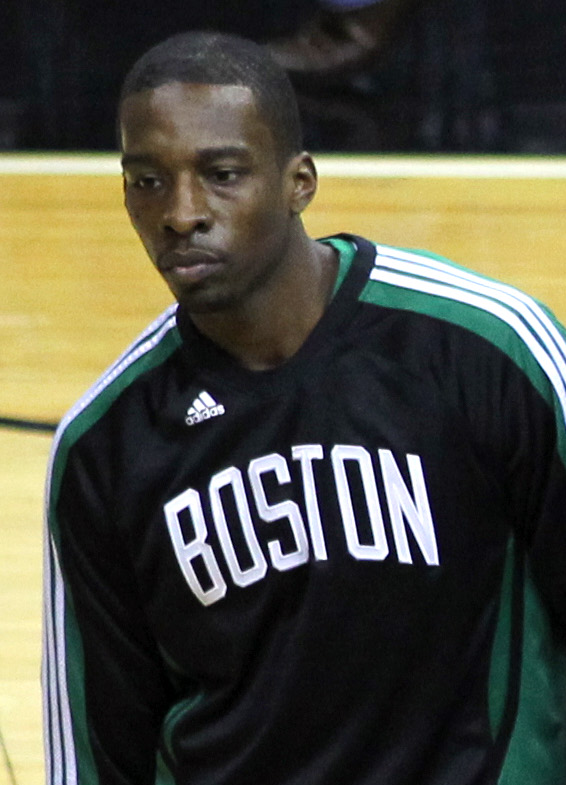
Green a Boston in un pre-partita contro Washington

#### Boston Celtics (2011)
Arrivato a Boston, Green, giocando da ala-piccola, acquisì il ruolo di cambio dell'All-Star Paul Pierce. Dopo aver mantenuto medie di 15,2 punti, 5,6 rimbalzi e 1,8 assist in 37 minuti di utilizzo ad Oklahoma City, Green vide calare le sue statistiche, segnando 9,8 punti, 3,3 rimbalzi e 0,7 assist in soli 23,4 minuti di impiego. Terminata la prima stagione, Green divenne un restricted free agent, ma il 10 dicembre 2011 firmò un contratto di un anno a 9 milioni di dollari sempre con i Boston Celtics.

#### La riabilitazione (2011-2012)
Durante le visite sportive di routine, il 17 dicembre 2011 gli venne diagnosticato un aneurisma all'aorta, che gli fece saltare l'intera stagione 2011-12. A causa di questo imprevisto, i Celtics revocarono l'offerta di contratto, rendendolo un unrestricted free agent. Nonostante l'operazione avesse posto fine alla sua stagione, Green continuò a trascorrere molto tempo con i suoi compagni di Boston, e si vociferava di un suo rientro per la stagione successiva, sempre da membro dei Celtics.
Il suo ex compagno di squadra Kevin Durant gli dedicò la stagione.
Green utilizzò il suo periodo di riabilitazione non solo per ristabilirsi dall'operazione, ma anche per completare gli studi universitari, abbandonati all'inizio per via della scelta di diventare giocatore professionista; il 19 maggio 2012 si laureò alla Georgetown University.

#### Ritorno ai Boston Celtics (2012-2015)
Il 22 agosto 2012 firmò un nuovo contratto con i Boston Celtics, della durata di 4 anni per 36 milioni di dollari complessivi.
Dopo la lunga riabilitazione, ritornò in campo all'inizio della stagione 2012-13, e il 23 novembre 2012, contro i suoi ex compagni di OKC, mise a referto 17 punti partendo dalla panchina, due settimane dopo ne segnò 19, tirando 6 su 12 dal campo, e raccolse 8 rimbalzi nella sconfitta all'overtime contro i Philadelphia 76ers. Il 22 febbraio 2013, nella partita vinta 113 a 88 contro i Phoenix Suns, Green sfoderò una prestazione da 31 punti (con 11 su 14 dal campo), 7 rimbalzi e 5 stoppate, migliorandola il 18 marzo, segnando il suo career-high di 43 punti, con 7 rimbalzi e 4 stoppate, nella sconfitta per 103 a 105 contro i Miami Heat. Completamente ristabilito, il 3 aprile, contro i Detroit Pistons, Green mise a referto 34 punti (tirando 13 su 19 dal campo), 6 rimbalzi e 4 stoppate.
I Celtics, guidati anche dalle prestazioni di Green, raggiunsero i play-off, e anche nella post-season si dimostrò un vero e proprio trascinatore, chiudendo con 20,3 punti, 5,3 rimbalzi e 2,3 assist di media nelle 6 partite giocate contro i New York Knicks. Tuttavia i suoi sforzi non bastarono in quanto i Knicks vinsero la serie per 4-2, nonostante Green comunque in gara-6 (persa dai celtici per 88-80 in casa) mise a segno 21 punti, risultando essere il miglior realizzatore della squadra.

#### Memphis Grizzlies (2015-2016)
Il 14 gennaio 2015 viene ceduto via trade dai Celtics ai Memphis Grizzlies in una trade a 3 squadre che ha visto coinvolti anche i New Orleans Pelicans.
Il 6 dicembre 2015 nella sfida contro i Phoenix Suns, segnò il canestro che sancì la vittoria dei Grizzlies su rimessa laterale, con una bellissima schiacciata al volo.

#### Los Angeles Clippers (2016)
Il 18 febbraio 2016 venne ceduto ai Los Angeles Clippers, in cambio di Lance Stephenson ed una scelta al Draft NBA 2019. Ai Clippers ritrovò l'allenatore Doc Rivers e l'ex compagno di squadra Paul Pierce, che furono nella sua stessa squadra nei Boston Celtics nella seconda metà della stagione 2010-2011 e nella stagione 2012-2013.

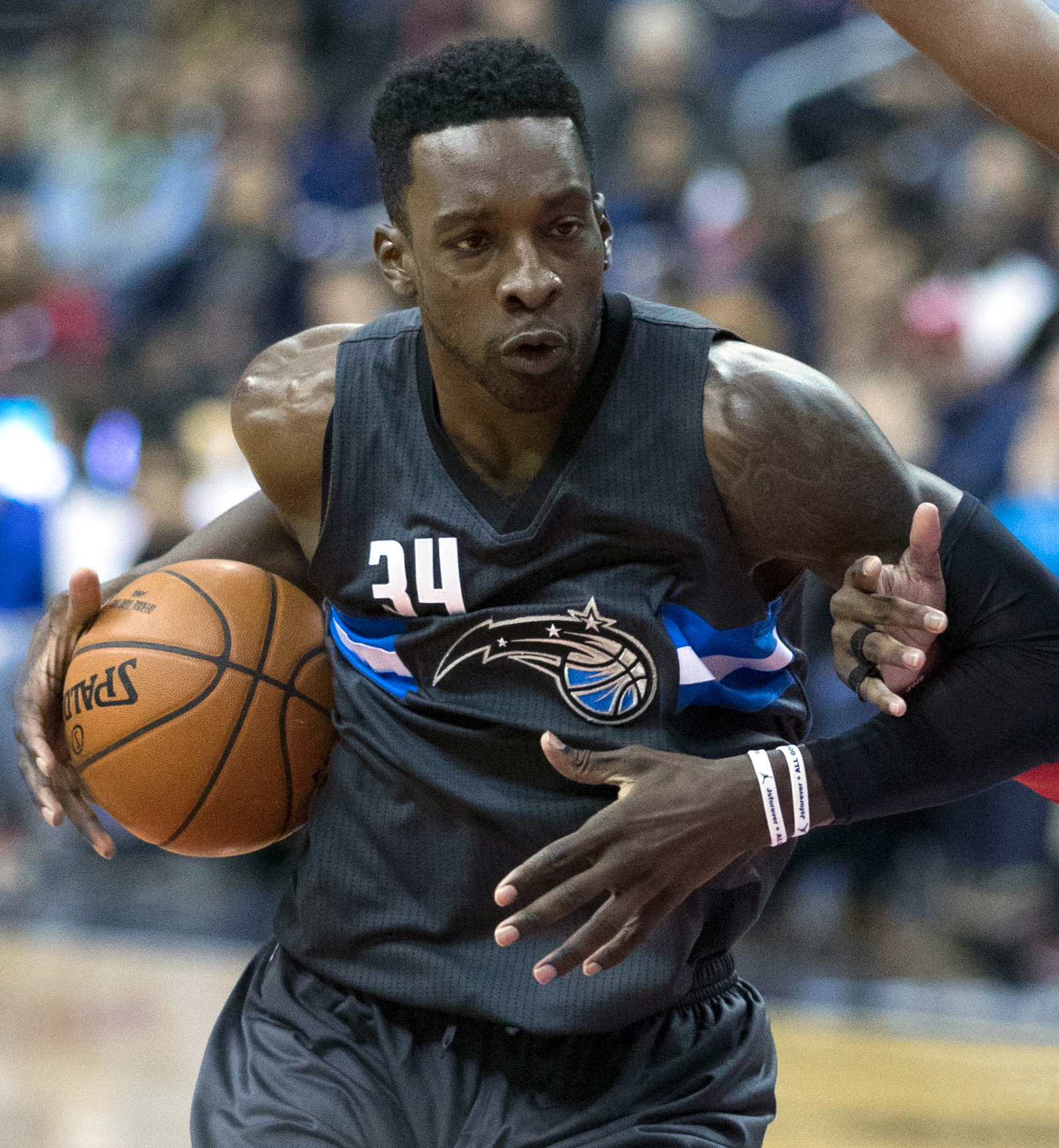
Green nel 2017 in azione con gli Orlando Magic

#### Orlando Magic (2016-2017)
L'8 luglio 2016 Green si trasferì da free agent agli Orlando Magic con cui firmò un annuale da 15 milioni di dollari. A Orlando Green giocò 69 partite, di cui 11 da titolare, ed ebbe una stagione (così come la squadra) molto deludente.

#### Cleveland Cavaliers (2017-2018)
L'8 luglio 2017 firma un annuale da 2,3 milioni di dollari con i Cleveland Cavaliers, vogliosi di rivalsa dopo aver perso per 4-1 le finali NBA contro i Golden State Warriors. Green in questa stagione riuscì a tornare a buoni livelli dopo gli anni bui tra il 2015 e il 2017. Nei playoffs Green gioca tutte e 22 le partite della squadra (di cui 2 nel quintetto base), che con fatica arriva alle finali NBA, dove riaffronta per la quarta volta consecutiva i Golden State Warriors. In finale prevale nuovamente la squadra gialloblù sui Cavs, questa volta per 4-0.

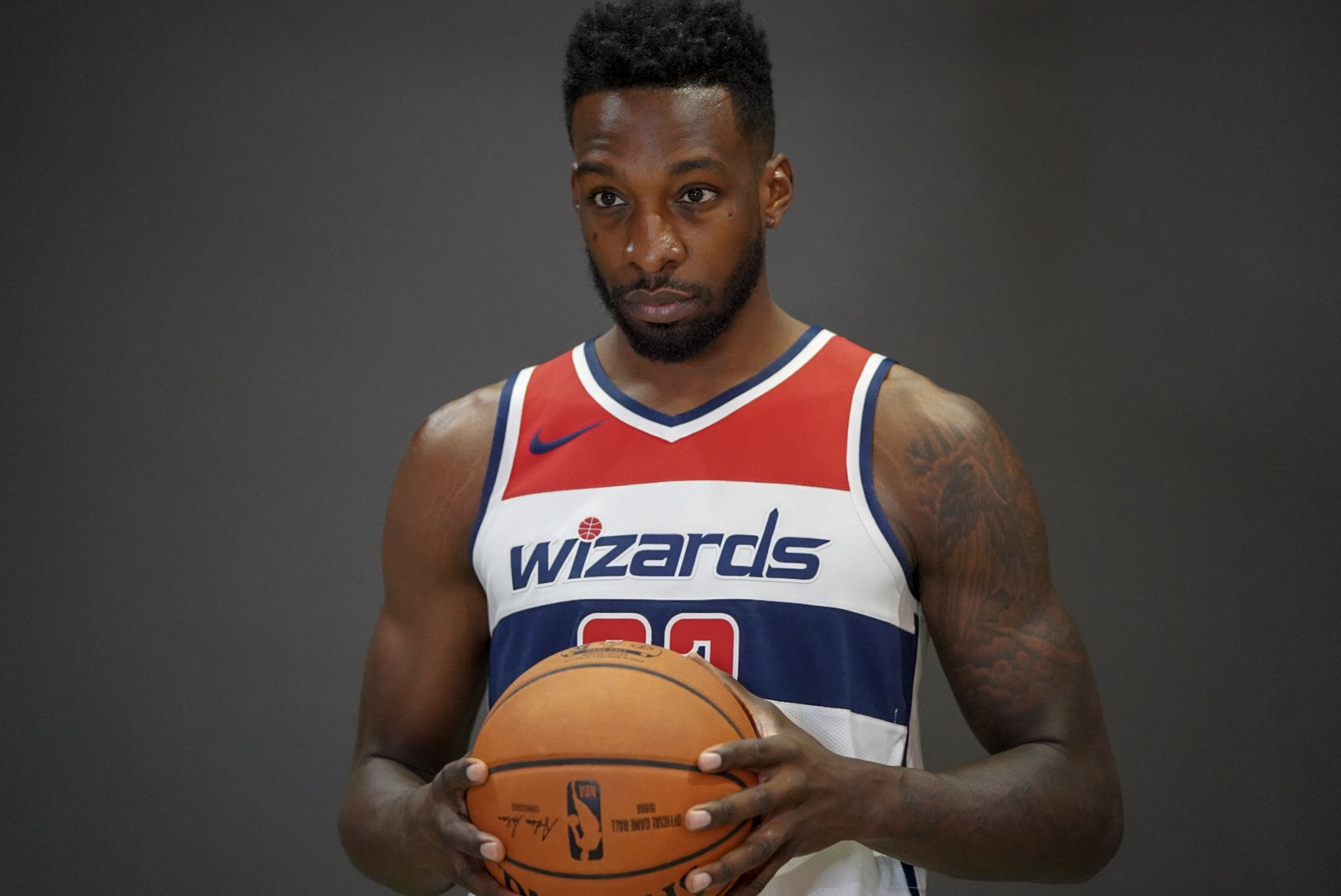
Green ai Wizards nel 2018

#### Washington Wizards (2018-2019)
Il 4 luglio 2018 si trasferisce da free agent agli Washington Wizards.

#### Utah Jazz (2019)
Si trasferisce, nuovamente da free agent, agli Utah Jazz il 2 luglio 2019 con un contratto annuale.

## Statistiche
| † | Denota una stagione in cui ha vinto il titolo |
| * | Primo nella lega                              |

### NCAA
| Anno      | Squadra          | PG  | PT  | MP   | TC%  | 3P%  | TL%  | RP  | AP  | PRP | SP  | PP   |
| --------- | ---------------- | --- | --- | ---- | ---- | ---- | ---- | --- | --- | --- | --- | ---- |
| 2004-2005 | Georgetown Hoyas | 32  | 32  | 33,8 | 50,2 | 40,0 | 69,9 | 6,6 | 2,9 | 1,0 | 1,6 | 13,1 |
| 2005-2006 | Georgetown Hoyas | 33  | 33  | 32,5 | 44,5 | 31,5 | 62,4 | 6,5 | 3,3 | 0,9 | 1,0 | 11,9 |
| 2006-2007 | Georgetown Hoyas | 37  | 37  | 33,3 | 51,3 | 37,5 | 77,5 | 6,4 | 3,2 | 0,8 | 1,2 | 14,3 |
| Carriera  | Carriera         | 102 | 102 | 33,2 | 48,8 | 35,9 | 70,0 | 6,5 | 3,1 | 0,9 | 1,2 | 13,1 |

#### Massimi in carriera
- Massimo di punti: 30 vs Notre Dame (9 marzo 2007)[10]
- Massimo di rimbalzi: 12 (4 volte)
- Massimo di assist: 7 (4 volte)
- Massimo di palle rubate: 4 vs California State-Long Beach (22 dicembre 2004)
- Massimo di stoppate: 8 vs Villanova (17 febbraio 2007)
- Massimo di minuti giocati: 46 vs Notre Dame (24 gennaio 2006)

### NBA

#### Regular Season
| Anno       | Squadra             | PG    | PT  | MP   | TC%  | 3P%  | TL%  | RP  | AP  | PRP | SP  | PP   |
| ---------- | ------------------- | ----- | --- | ---- | ---- | ---- | ---- | --- | --- | --- | --- | ---- |
| 2007-2008  | Seattle S.Sonics    | 80    | 52  | 28,2 | 42,7 | 27,6 | 74,4 | 4,7 | 1,5 | 0,6 | 0,6 | 10,5 |
| 2008-2009  | Oklahoma Thunder    | 78    | 78  | 36,8 | 44,6 | 38,9 | 78,8 | 6,6 | 2,0 | 1,0 | 0,4 | 16,5 |
| 2009-2010  | Oklahoma Thunder    | 82*   | 82  | 37,1 | 45,3 | 33,3 | 74,0 | 6,0 | 1,6 | 1,3 | 0,9 | 15,1 |
| 2010-2011  | Oklahoma Thunder    | 49    | 49  | 37,0 | 43,7 | 30,4 | 81,8 | 5,6 | 1,8 | 0,8 | 0,4 | 15,2 |
| 2010-2011  | Boston Celtics      | 26    | 2   | 23,4 | 48,5 | 29,6 | 79,4 | 3,3 | 0,7 | 0,5 | 0,6 | 9,8  |
| 2011-2012  | Boston Celtics      | -     | -   | -    | -    | -    | -    | -   | -   | -   | -   | -    |
| 2012-2013  | Boston Celtics      | 81    | 17  | 27,8 | 46,7 | 38,5 | 80,8 | 3,9 | 1,6 | 0,7 | 0,8 | 12,8 |
| 2013-2014  | Boston Celtics      | 82    | 82  | 34,2 | 41,2 | 34,1 | 79,5 | 4,6 | 1,7 | 0,7 | 0,6 | 16,9 |
| 2014-2015  | Boston Celtics      | 33    | 33  | 33,1 | 43,4 | 30,5 | 84,0 | 4,3 | 1,6 | 0,8 | 0,4 | 17,6 |
| 2014-2015  | Memphis Grizzlies   | 45    | 37  | 30,2 | 42,7 | 36,2 | 82,5 | 4,2 | 1,8 | 0,6 | 0,5 | 13,1 |
| 2015-2016  | Memphis Grizzlies   | 53    | 31  | 29,1 | 43,1 | 30,9 | 80,0 | 4,5 | 1,8 | 0,8 | 0,4 | 12,2 |
| 2015-2016  | L.A. Clippers       | 27    | 10  | 26,3 | 42,7 | 32,5 | 61,5 | 3,4 | 1,5 | 0,7 | 0,8 | 10,9 |
| 2016-2017  | Orlando Magic       | 69    | 11  | 22,2 | 39,4 | 27,5 | 86,3 | 3,1 | 1,2 | 0,5 | 0,2 | 9,2  |
| 2017-2018  | Cleveland Cavaliers | 78    | 13  | 23,4 | 47,7 | 31,2 | 86,8 | 3,2 | 1,3 | 0,5 | 0,4 | 10,8 |
| 2018-2019  | Wash. Wizards       | 77    | 44  | 27,2 | 47,5 | 34,7 | 88,8 | 4,0 | 1,8 | 0,6 | 0,5 | 12,3 |
| 2019-2020  | Utah Jazz           | 30    | 2   | 18,4 | 38,5 | 32,7 | 77,8 | 2,7 | 0,7 | 0,4 | 0,3 | 7,8  |
| 2019-2020  | Houston Rockets     | 18    | 2   | 22,6 | 56,4 | 35,4 | 85,7 | 2,9 | 1,7 | 0,8 | 0,5 | 12,2 |
| 2020-2021  | Brooklyn Nets       | 68    | 38  | 27,0 | 49,2 | 41,2 | 77,6 | 3,9 | 1,6 | 0,5 | 0,4 | 11,0 |
| 2021-2022  | Denver Nuggets      | 75    | 63  | 24,7 | 52,4 | 31,5 | 83,3 | 3,1 | 1,3 | 0,4 | 0,4 | 10,3 |
| 2022-2023† | Denver Nuggets      | 56    | 4   | 19,5 | 48,8 | 28,8 | 74,4 | 2,6 | 1,2 | 0,3 | 0,3 | 7,8  |
| 2023-2024  | Houston Rockets     | 78    | 6   | 16,8 | 45,6 | 33,1 | 81,9 | 2,3 | 0,9 | 0,2 | 0,4 | 6,5  |
| 2024-2025  | Houston Rockets     | 32    | 3   | 12,4 | 50,4 | 36,7 | 80,8 | 1,8 | 0,6 | 0,2 | 0,1 | 5,4  |
| Carriera   | Carriera            | 1.217 | 660 | 27,3 | 45,0 | 33,8 | 80,4 | 4,0 | 1,5 | 0,6 | 0,5 | 11,8 |

#### Play-off
| Anno     | Squadra             | PG  | PT | MP   | TC%  | 3P%  | TL%  | RP  | AP  | PRP | SP  | PP   |
| -------- | ------------------- | --- | -- | ---- | ---- | ---- | ---- | --- | --- | --- | --- | ---- |
| 2010     | Oklahoma Thunder    | 6   | 6  | 37,3 | 32,9 | 29,6 | 85,0 | 4,7 | 1,7 | 0,7 | 0,5 | 11,8 |
| 2011     | Boston Celtics      | 9   | 0  | 19,2 | 43,4 | 43,8 | 72,2 | 2,7 | 0,2 | 0,6 | 0,4 | 7,3  |
| 2013     | Boston Celtics      | 6   | 6  | 43,0 | 43,5 | 45,5 | 84,4 | 5,3 | 2,3 | 0,3 | 0,7 | 20,3 |
| 2015     | Memphis Grizzlies   | 11  | 2  | 27,0 | 33,3 | 22,2 | 84,6 | 4,7 | 1,7 | 0,5 | 0,5 | 8,9  |
| 2016     | L.A. Clippers       | 6   | 1  | 26,5 | 45,7 | 40,0 | 60,0 | 3,2 | 0,7 | 1,0 | 0,3 | 10,2 |
| 2018     | Cleveland Cavaliers | 22* | 2  | 23,8 | 40,8 | 30,0 | 71,7 | 2,4 | 1,5 | 0,3 | 0,7 | 7,7  |
| 2020     | Houston Rockets     | 12  | 0  | 28,4 | 49,5 | 42,6 | 82,4 | 5,0 | 1,6 | 0,5 | 0,5 | 11,6 |
| 2021     | Brooklyn Nets       | 6   | 1  | 24,7 | 48,5 | 55,6 | 87,5 | 2,8 | 1,7 | 0,5 | 0,3 | 8,2  |
| 2022     | Denver Nuggets      | 5   | 5  | 22,7 | 35,3 | 37,5 | 80,0 | 3,6 | 0,4 | 0,6 | 0,4 | 3,8  |
| 2023†    | Denver Nuggets      | 20  | 0  | 17,2 | 45,2 | 32,1 | 89,5 | 1,6 | 0,7 | 0,3 | 0,4 | 4,1  |
| 2025     | Houston Rockets     | 3   | 0  | 1,7  | 33,3 | 100  | -    | 0,3 | 0,0 | 0,0 | 0,0 | 1,0  |
| Carriera | Carriera            | 106 | 23 | 24,4 | 41,6 | 36,8 | 78,6 | 3,2 | 1,2 | 0,4 | 0,5 | 8,3  |

#### Massimi in carriera
- Massimo di punti: 43 vs Miami Heat (18 marzo 2013)[11]
- Massimo di rimbalzi: 15 (2 volte)
- Massimo di assist: 7 (2 volte)
- Massimo di palle rubate: 4 (9 volte)
- Massimo di stoppate: 5 vs Phoenix Suns (22 febbraio 2013)
- Massimo di minuti giocati: 54 vs New Jersey Nets (1º dicembre 2010)

## Palmarès

### Squadra
- Campionato NBA: 1

Denver Nuggets: 2023

### Individuale
- NCAA AP All-America Third Team (2007)
- NBA All-Rookie First Team (2008)